# Antônio Francisco Félix de Andrade
Antônio Francisco Félix de Andrade, mais conhecido como Antônio Félix, (Campo Maior, 17 de outubro de 1966) é um advogado e político brasileiro, outrora deputado estadual pelo Piauí.

## Dados biográficos

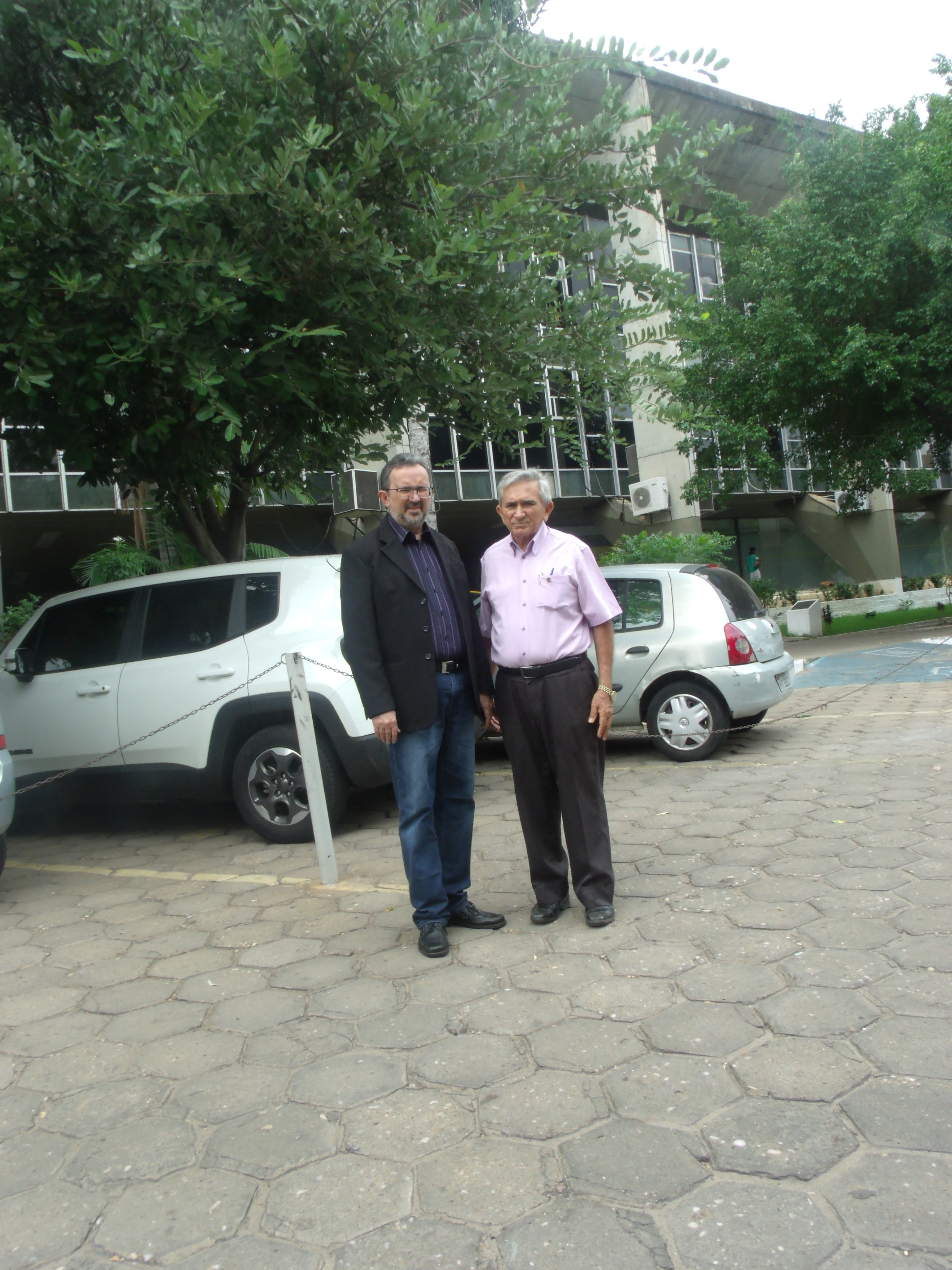
Antonio Félix com o ex-vice prefeito de Campo Maior, João Alves Filho

Filho de João Félix de Andrade e Mariana Rosa de Andrade. Advogado formado pela Universidade de Fortaleza, é empresário nos ramos imobiliário e da construção civil, foi gerente de uma exportadora de cera de carnaúba e dedica-se à agropecuária em Campo Maior. Eleito e reeleito deputado estadual via PPS em 2006 e 2010, migrou para o PSD e figurou como primeiro suplente de sua coligação em 2014.
Convocado em 2015 quando o prefeito Firmino Filho nomeou Luciano Nunes presidente da Fundação Municipal de Saúde de Teresina, Antônio Félix permaneceu no exercício do mandato mesmo quando Nunes retornou ao parlamento, pois o governador Wellington Dias nomeara Gessivaldo Isaías como secretário do Trabalho. Nomeado presidente da Fundação Humerto Reis (Fundalegis) em 29 de junho de 2017 pelo deputado Themístocles Filho, presidente da Assembleia Legislativa, deu lugar a Benedito Sá Filho, porém foi efetivado quando Zé Santana renunciou ao mandato a fim de tornar-se senador na vaga de Regina Sousa. Candidato a um novo mandato pelo PTC em 2018, não obteve êxito, assim como foi derrotado ao candidatar-se a deputado federal pelo PT em 2022.
Em 2008 foi relator da  comissão de acompanhamento das evoluções jurídicas da Constituição do Estado do Piauí. Seu irmão, João Félix de Andrade Filho, foi prefeito de Jatobá do Piauí por duas vezes e atualmente cumpre seu terceiro mandato como prefeito de Campo Maior.